# Dascillus cervinus
Dascillus cervinus is een keversoort uit de familie van de withaarkevers (Dascillidae). De wetenschappelijke naam is gepubliceerd in 1758 door Linnaeus in de tiende editie van Systema naturae.